# Suginami, Tokyo
Suginami (tiếng Nhật: 杉並区) là một trong 23 khu đặc biệt của Tokyo, Nhật Bản.
Tính đến năm 2010, khu này có dân số ước tính 540.342 và mật độ 15.880 người/km². Tổng diện tích là 34,02 km².

## Lịch sử
Khu này được thành lập ngày 15 tháng 3 năm 1947.

## Địa lý
Suginami tọa lạc ở phía tây của khu vực phường của Tokyo. Giáp với nó bao gồm các khu đặc biệt: ở phía đông, Shibuya và Nakano; về phía bắc, Nerima; và về phía nam, Setagaya. Giáp phía tây của nó là các thành phố của Mitaka và Musashino.
Sông Kanda đi qua Suginami. Sông Zenpukuji bắt nguồn từ công viên Zenpukuji Suginami ở phía tây, và sông Myoshoji bắt nguồn Myoshoji Park, phía bắc của nhà ga Ogikubo.